# Dudley R. Herschbach

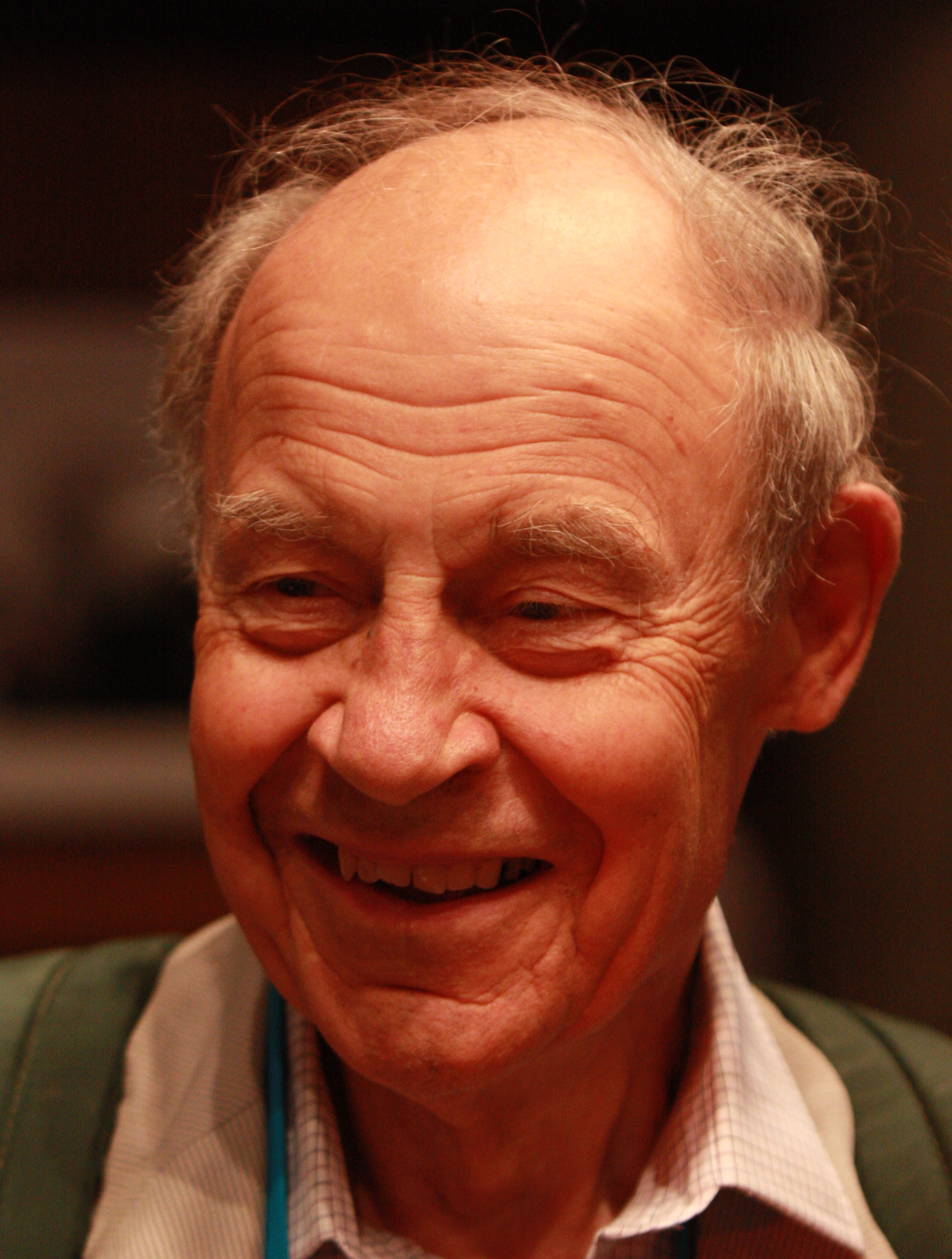
Dudley R. Herschbach (2012)

Dudley Robert Herschbach (* 18. Juni 1932 in San José, Kalifornien) ist ein US-amerikanischer Chemiker. Herschbach wurde 1986 zusammen mit Yuan T. Lee und John C. Polanyi für die Arbeit auf dem Gebiet der Dynamik chemischer Prozesse mit dem Nobelpreis für Chemie ausgezeichnet.
Dudley Herschbach wuchs nahe San Jose auf dem Land auf und studierte ab 1950 Chemie (und Mathematik mit Bachelor-Abschluss, unter anderem bei George Polya, Gabor Szegö) an der Stanford University, wo er 1955 seinen Master-Abschluss in Chemie bei Harold Johnston machte. 1956 erhielt er einen Master-Abschluss in Physik an der Harvard University, wo er 1958 bei Edgar Bright Wilson in chemischer Physik promoviert wurde (Internal rotation and microwave spectroscopy). Die Dissertation behandelte die eingeschränkten inneren Rotationsfreiheitsgrade von Methylgruppen in Molekülen und war sowohl theoretisch als auch experimentell (Mikrowellenspektroskopie). 1957 bis 1959 war er Junior Fellow in Harvard und ab 1959 Sloan Research Fellow. Danach war er an der University of California, Berkeley, wo er 1959 Assistant Professor und 1961 Associate Professor für Chemie wurde. Dort begann er seine Molekularstrahlexperimente zur Untersuchung einfacher chemischer Reaktionen, fortgesetzt als Professor in Harvard ab 1963. Die crossed beam Experimente wurden insbesondere mit Yuan Lee, der 1967 als Post-Doktorand zu Herschbachs Gruppe stieß, verfeinert, zum Beispiel mit Techniken aus der experimentellen Kernphysik. 1976 wurde er Frank B. Baird Jr. Professor of Science in Harvard. 1964 bis 1977 stand er dort dem Programm chemische Physik vor und 1977 bis 1980 war er Vorstand der Chemie-Fakultät. 1981 bis 1986 war er mit seiner Frau Leiter (Master) des Currier House in Harvard. Heute (2010) ist er dort Professor Emeritus. Seit 2005 ist er auch Physikprofessor an der Texas A&M University.
Herschbach war 1963 Gastprofessor an der Universität Göttingen und 1968 als Guggenheim Fellow an der Albert-Ludwigs-Universität Freiburg. 1976 war er Fairchild Scholar am Caltech. Er war Berater bei Exxon (an deren Forschungslaboratorien und als Exxon Faculty Fellow 1981), am Los Alamos National Laboratory (wo er auch einen Teil der Arbeiten für seine Dissertation ausführte) und bei der Firma Aerodyne. Seit 1980 war er Mitherausgeber des Journal of Physical Chemistry. Er war im Rat des Center for Arms Control and Non-Proliferation.
Herschbach ist Mitglied der National Academy of Sciences (1967), der American Academy of Arts and Sciences (1964) und der American Philosophical Society (1989). Er erhielt den ACS Award in Pure Chemistry (1965), die Linus-Pauling-Medaille (1978), den Langmuir-Preis (1983) und die Michael-Polanyi-Medaille (1981). Er ist Ehrendoktor der Universität Toronto (1977). Seit 1988 ist er "Auswärtiges Wissenschaftliches Mitglied" des Max-Planck-Instituts für Dynamik und Selbstorganisation (Göttingen).
1992 bis 2010 war er Vorsitzender der Society for Science and the Public in Washington D. C.
Er ist seit 1964 mit der Chemikerin Georgene Botyos verheiratet und hat zwei Töchter. Seine Frau war vor ihrer Emeritierung 2009 Vorsitzende des Komitees für Undergraduate Education in Harvard.
Im Jahr 2003 trat Herschbach als Figur in der Episode Todesgrüße aus Springfield der Serie Die Simpsons auf. Er sprach sich dabei im Original selbst.

## Schriften
als Autor
- Internal rotation and microwave spectroscopy. Dissertation, Harvard University 1958.
- Molecular collisions and chemical physics. World Scientific Press, Singapur 1998, ISBN 981-02-1797-8.

als Herausgeber
- Chemical Kinetics. Butterworths, London 1976, ISBN 0-408-70608-2.
- Dimensional scaling in chemical physics. Kluwer Publ., Dordrecht 1993, ISBN 0-7923-2036-0.
- In memoriam Otto Stern on the 100th anniversary of his birth. Springer International, Berlin 1988.